# Raïon d'Yar
Le raïon d'Yar (russe : Я́рский райо́н, Jarski raion; oudmourte : Яр ёрос, Jar joros) est un raïon de la République d'Oudmourtie en Russie,.

## Présentation
La superficie du raïon d'Yar est de 1 524,3 km2.
Le raïon d'Yar est situé dans le nord-ouest de l'Oudmourtie.
Le raïon d'Yar est bordé à l'est par le raïon de Glazov et au sud par le raïon de  Yukamenskoïe, et à l'ouest et au nord par l'oblast de Kirov.
Près de 35% de la superficie est boisée. Les rivières de la région sont Viatka, Tcheptsa, Lekma, Toum, Poudemka, Moja, Tchoura et Sada.
Le raïon d'Yar comprend la municipalité urbaine de Yar et 9 municipalités rurales : Barmachur, Batchumovo, Dizmino, Jelovo, Pudem, Tum, Ukan, Vortsa et Zjuino. 
Le centre administratif est l'agglomération urbaine d'Yar.
68,5 % des habitants du raïon sont des Oudmourtes, 29,0 % des Russes et 1,0 % des Tatars. 
La population urbaine compte s'élève à 43,1 %.
Pudem abrite une usine métallurgique.
Yar compte une usine de transformation du lin, des activités sylvicoles, une briqueterie, une boulangerie et une laiterie. 
L'agriculture est axée sur la production de lait et de viande, ainsi que sur la culture de céréales, de lin, de pommes de terre et de plantes fourragères.
Le journal local est la Selskaja pravda.
Le chemin de fer entre Kirov et Perm traverse le raion d'Yar, à partir duquel une ligne secondaire bifurque à Yar jusqu'à Lesnaya. 
Glazov est desservi par le transibérien et par la Р321,.

## Démographie
La population du raïon d'Yar a évolué comme suit:
| 1959   | 1970   | 1979   | 1989   | 2002   |
| ------ | ------ | ------ | ------ | ------ |
| 31 215 | 25 241 | 22 281 | 20 595 | 18 880 |

| 2009   | 2015   | 2019   | 2021   | - |
| ------ | ------ | ------ | ------ | - |
| 17 984 | 13 958 | 13 008 | 11 370 | - |

## Galerie

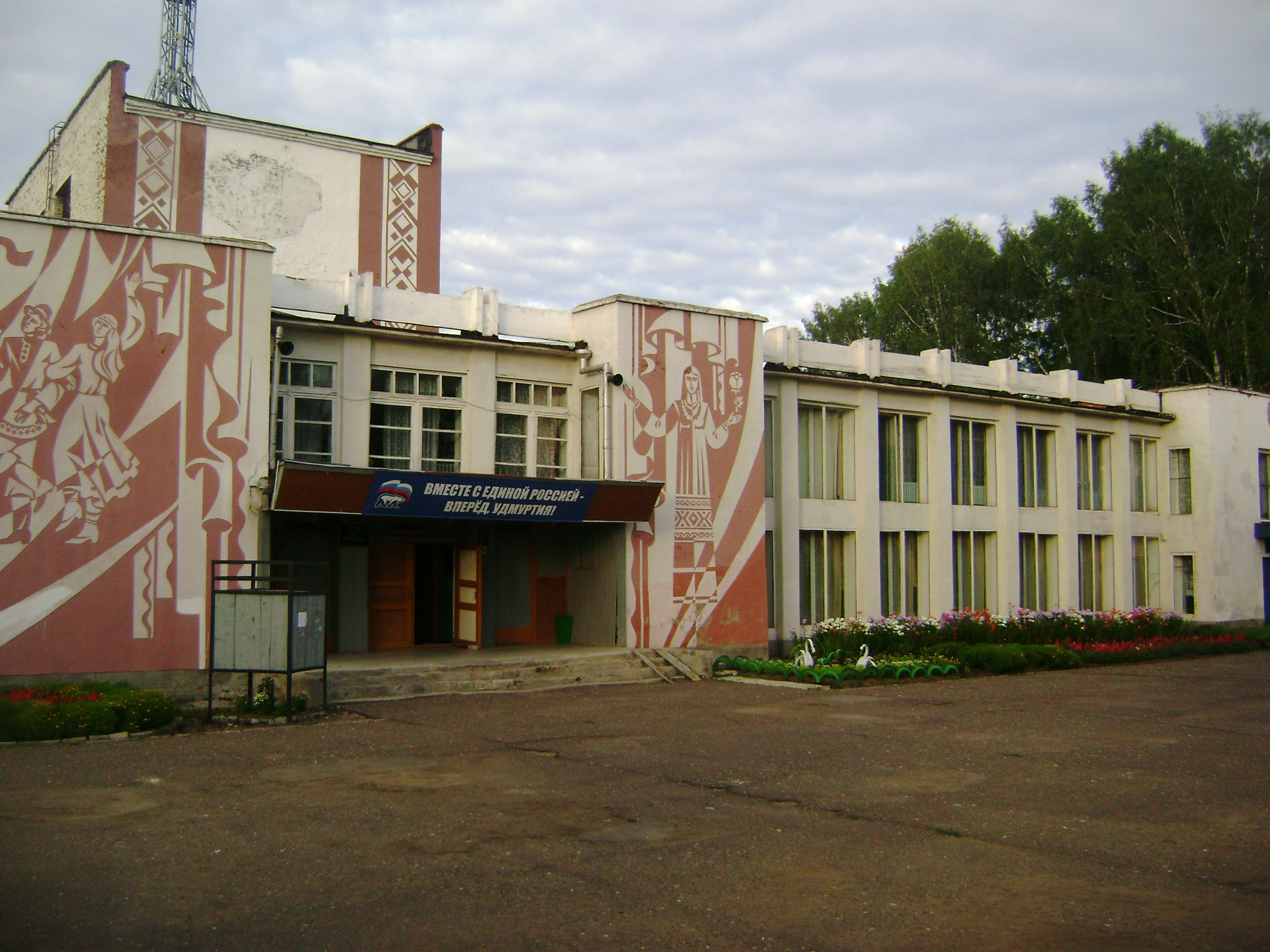
Maison de la culture dans le village d'Yar.
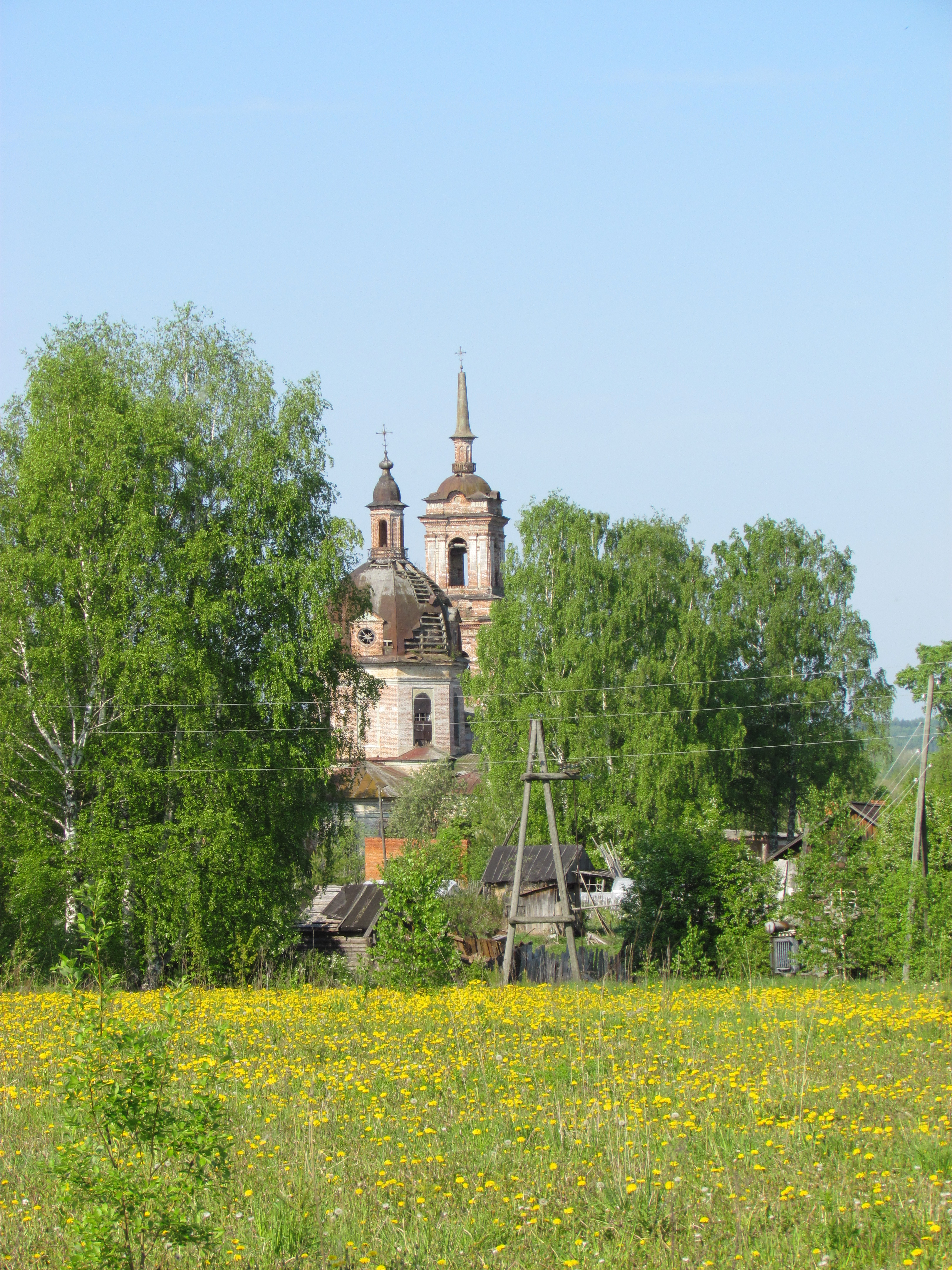
Église de l'ascension.
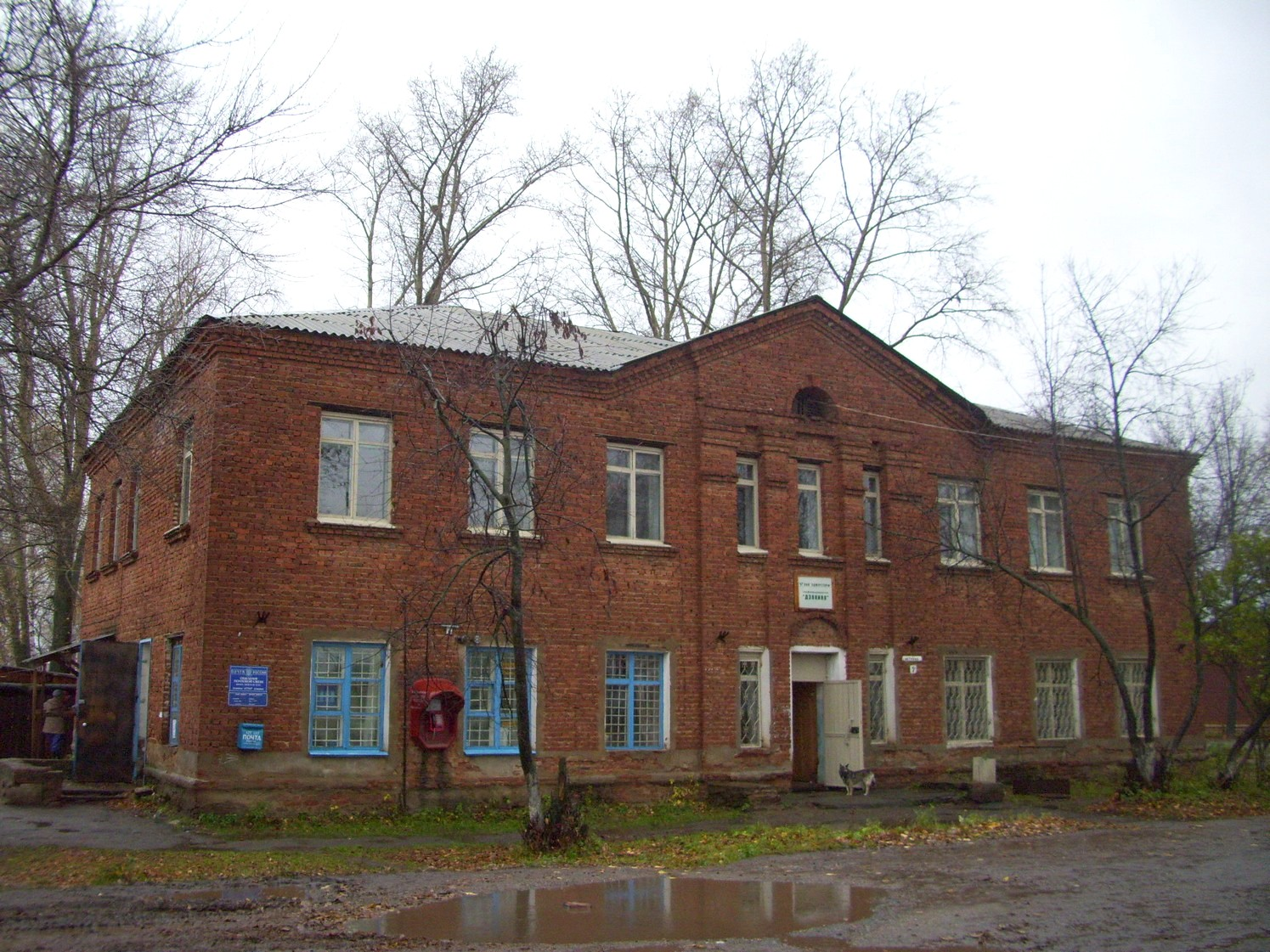
Immeuble de bureaux de l'entreprise de tourbe à Dzyakino.